# Albert Saverys
 (mai 2019).
Si vous disposez d'ouvrages ou d'articles de référence ou si vous connaissez des sites web de qualité traitant du thème abordé ici, merci de compléter l'article en donnant les références utiles à sa vérifiabilité et en les liant à la section « Notes et références ».
Albert Saverys, né le 12 mai 1886 à Deinze (Belgique) et mort le 29 avril 1964 à Petegem, actuellement section de la ville de Deinze (Belgique), est un artiste peintre belge qui figure parmi les plus en vue de l'entre-deux-guerres.
Avec des œuvres luministes (jusqu'en 1920) puis expressionnistes, principalement des vues de la Lys à Deinze et Astene, des patineurs, des paysages, des marines et des natures mortes, il acquiert une renommée nationale et internationale.

## Biographie
Albert Saverys est le fils d'Alphonse Karel Saverys, modeste artisan peintre en bâtiment, et de Maria Elisa Verleyen. Très jeune, il est contraint d'accomplir d'humbles tâches de peinture pour subvenir aux besoins de sa famille. C'est vers vingt-cinq ans que sa vocation prend tournure. À l'Académie de Gand, il suit les cours de Jean Delvin et de George Minne. À vingt-sept ans en 1913, la Société royale des Beaux-Arts de Gand lui achète son premier tableau.
Il est au seuil de sa carrière d'abord influencé par le style d'Émile Claus, figure de proue du luminisme ainsi que par le style artistique du troisième groupe de Laethem dont George Minne, Émile Claus, Valerius De Saedeleer, Gustave van de Woestijne et Julius de Praetere font partie. Il est aussi inspiré par la lecture de la correspondance de Van Gogh et par la rencontre du fauviste français contemporain Maurice de Vlaminck.
Saverys incorpore ces nombreuses influences dans son propre coup de pinceau nerveux, par la fluidité, les couleurs et la composition de ses toiles. Contrairement aux expressionnistes flamands de son époque, Saverys adopte un style personnel qui séduit par la couleur et la forme. Ses paysages servent de cadre à sa libération artistique avec les jeux de lumières et de couleurs selon les saisons. Dès ses débuts, il est passionné par la peinture en plein air, en communion avec la nature et avec les paysages de la Lys. Il peint également des natures mortes, des marines et des paysages de France.

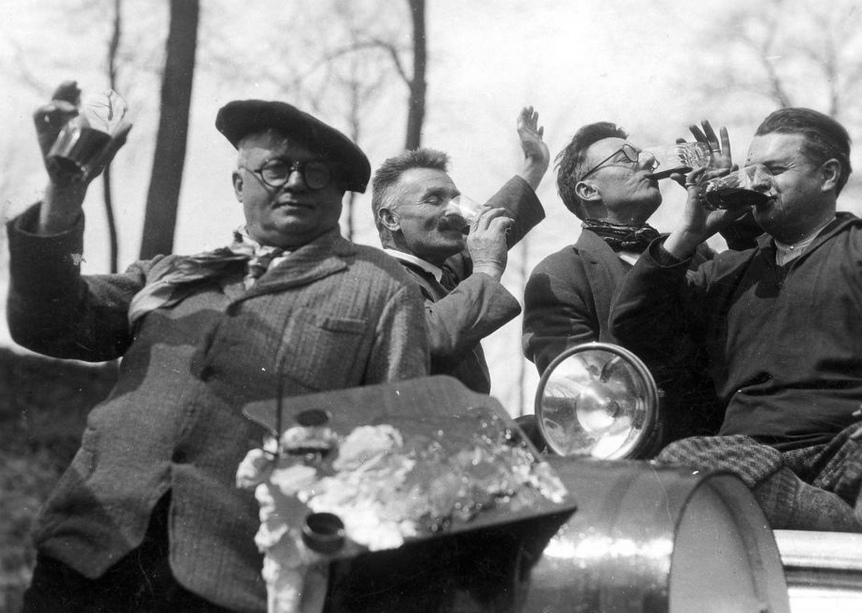
Jozef De Coene avec Stijn Streuvels, Albert Saverys et Arthur Deleu vers 1923.

En 1928, Albert Saverys fait construire une villa à Knokke par Henry Van de Velde. Il collabore avec les Kunstwerkstede Gebroeders De Coene à Courtrai pour la décoration d'intérieurs et de meubles.
Albert Saverys était très apprécié de la famille royale de Belgique (en particulier de la reine Élisabeth de Belgique) et a été invité à la Cour de Belgique. La reine Élisabeth lui a rendu visite dans son atelier situé dans le moulin d'Astene en 1932.
Il était membre de l'association Kunst en Kennis, professeur honoraire à l'Institut supérieur des Beaux-Arts d'Anvers. De même, il était membre de l'Académie royale des sciences, des lettres et des beaux-arts de Belgique et membre de l'Académie flamande.
Il est inhumé au cimetière communal de Deinze.

## Expositions et musées
Tout au long de sa carrière, Saverys a eu une activité d'exposition bien remplie qui a abouti à une rétrospective au Palais des Beaux-Arts de Bruxelles en 1937 et à des expositions dans la plupart des capitales européennes, à la Biennale de Venise, à New York et à Tokyo. Ses œuvres figurent dans les collections du centre Pompidou (Paris), de l'Ermitage (Saint-Pétersbourg), de la Galleria internazionale d'arte moderna (it) (Venise), du Stedelijk Museum (Amsterdam) et des musées royaux des Beaux-Arts (Bruxelles).
Son succès commercial ininterrompu l'incitait parfois à la surproduction après 1940, mais son meilleur travail le montre comme le maître effréné de l'expression des couleurs, capturé dans un flot ininterrompu d'images de paysages vaguement structurés.
Le musée de Deinze et de la région de la Lys a accueilli 9 000 visiteurs au printemps 2014 lors d'une rétrospective dirigée par le commissaire Peter JH Pauwels. Un grand nombre de ses œuvres se trouvent dans les musées et les collections en Europe.

## Sélection d'œuvres
- Paysage d'hiver à la Lys (collection privée, Bruges Vanhoutte) ;
- Soirées calmes (1915, collection privée, Antwerpen) ;
- Plaisirs d'hiver (1917, collection privée, Astene-Deinze) ;
- Bords de la Lys et Kermesse en Flandre (présentés au premier salon triennal de Liège en 1919) ;
- Le poirier (<1920, collection privée, Gand) ;
- Saules à la Lys (<1920, Francis Maere, Ooidonk) ;
- Pont provisoire de Deinze (présenté au salon du printemps à Bruxelles en 1921), musée de Deinze et du Pays de la Lys. Il existe plusieurs versions du Pont provisoire de Deinze ;
- Folies de kermesse et Ruisseau en hiver (présentés à la galerie Georges Giroux à Bruxelles en 1923) ;
- Hiver impressionnant (présenté au salon de la Société des Beaux-Arts à Bruxelles en 1923) ;
- Moulin (présenté au salon des Beaux-Arts de Namur en 1924) ;
- Paysage de neige avec corbeau (1920, musée de Deinze et du Pays de la Lys) ;
- Épaves de la Lys (1924, musée de Deinze et du Pays de la Lys) ;
- Nature morte (présenté au salon du groupe « Pour l'Art » en 1926 ;
- L'Hiver en Flandre, Marée fraîche, Nature morte au gibier, Paysage (musées royaux des Beaux-Arts de Belgique) ;
- Portrait de Stijn Streuvels (présenté au salon triennal d'Anvers en 1926) ;
- En Flandre (présenté à l'exposition belge de Budapest en 1927) ;
- Vue de mer avec bateaux à voile (>1930, collection privée, Amsterdam) ;
- Entrée de port (présenté à la galerie Georges Giroux en 1930) ;
- Bruges, galerie nationale d'Art moderne et contemporain de Rome (acquis en 1930)[5] ;
- Visions de la Lys (présenté au salon du groupe « Pour l'Art » en 1932) ;
- Albert Saverys a illustré de nombreuses œuvres de Stijn Streuvels, l'un de ses meilleurs amis.

## Littérature
- Robert de Bendère, Albert Saverys, J. Vermaut, Courtrai, 1930 ;
- Paul Huys, Albert Saverys: een kunstenaarsleven, Lannoo, Tielt / Bussum, 1983  (ISBN 90-209-1096-5) ;
- Peter J.H. Pauwels, Albert Saverys, Borgerhoff & Lamberigts (nl), Gand, 2014  (ISBN 97-890-893-1429-1).

## Distinctions
- Grand officier de l'ordre de Léopold[6] (Belgique).
- Officier de l'ordre de la Couronne (Belgique).
- Chevalier de la Légion d'honneur (France).
- Chevalier de l'ordre du Lion blanc (Tchécoslovaquie).